# Johanniterhaus Küsnacht

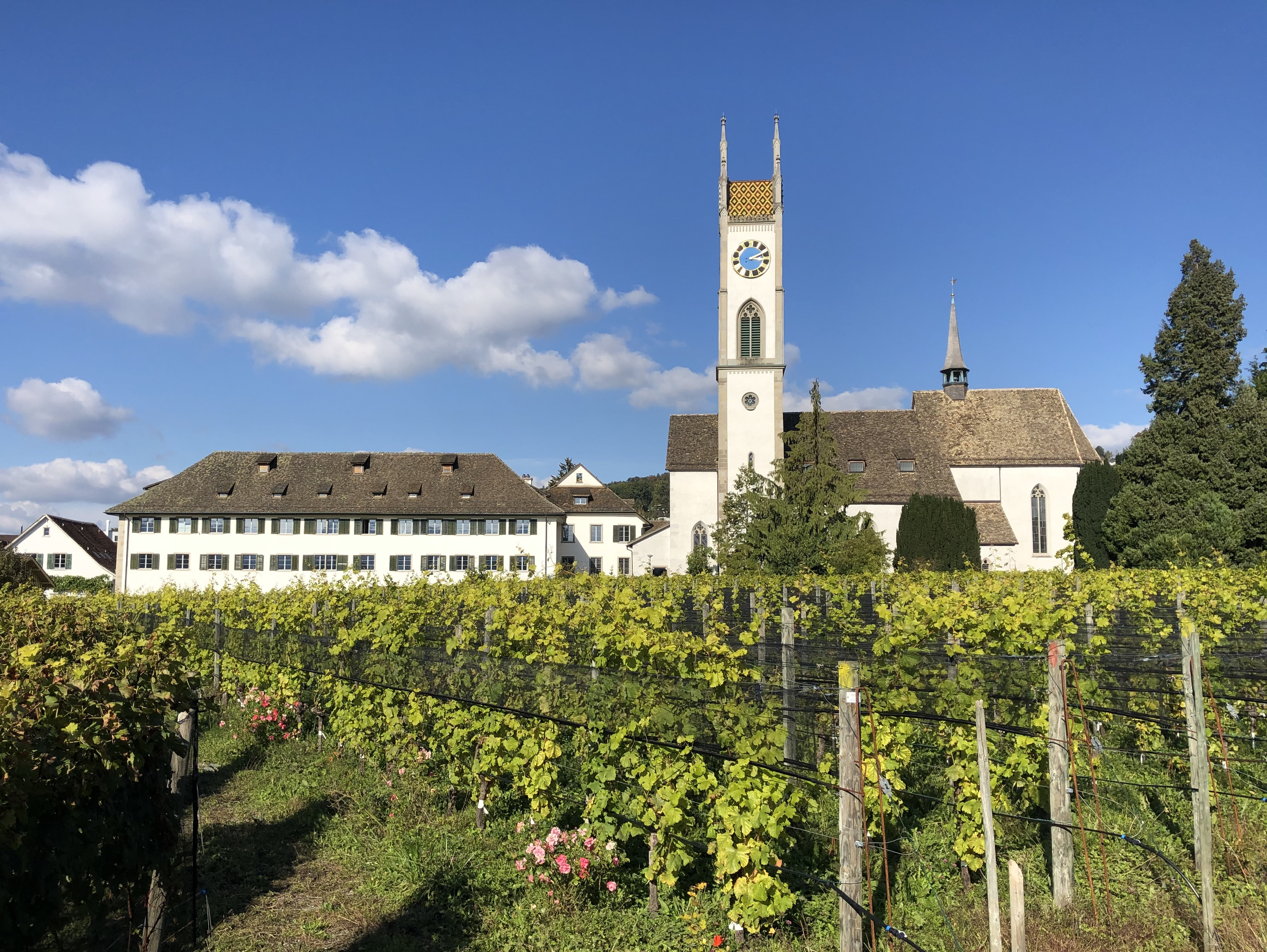
Das Hauptgebäude des ehemaligen Johanniterhauses, heute Sitz der Kantonsschule Küsnacht

Das Johanniterhaus Küsnacht war der Sitz einer Kommende der Johanniter in Küsnacht bei Zürich.

## Gründung

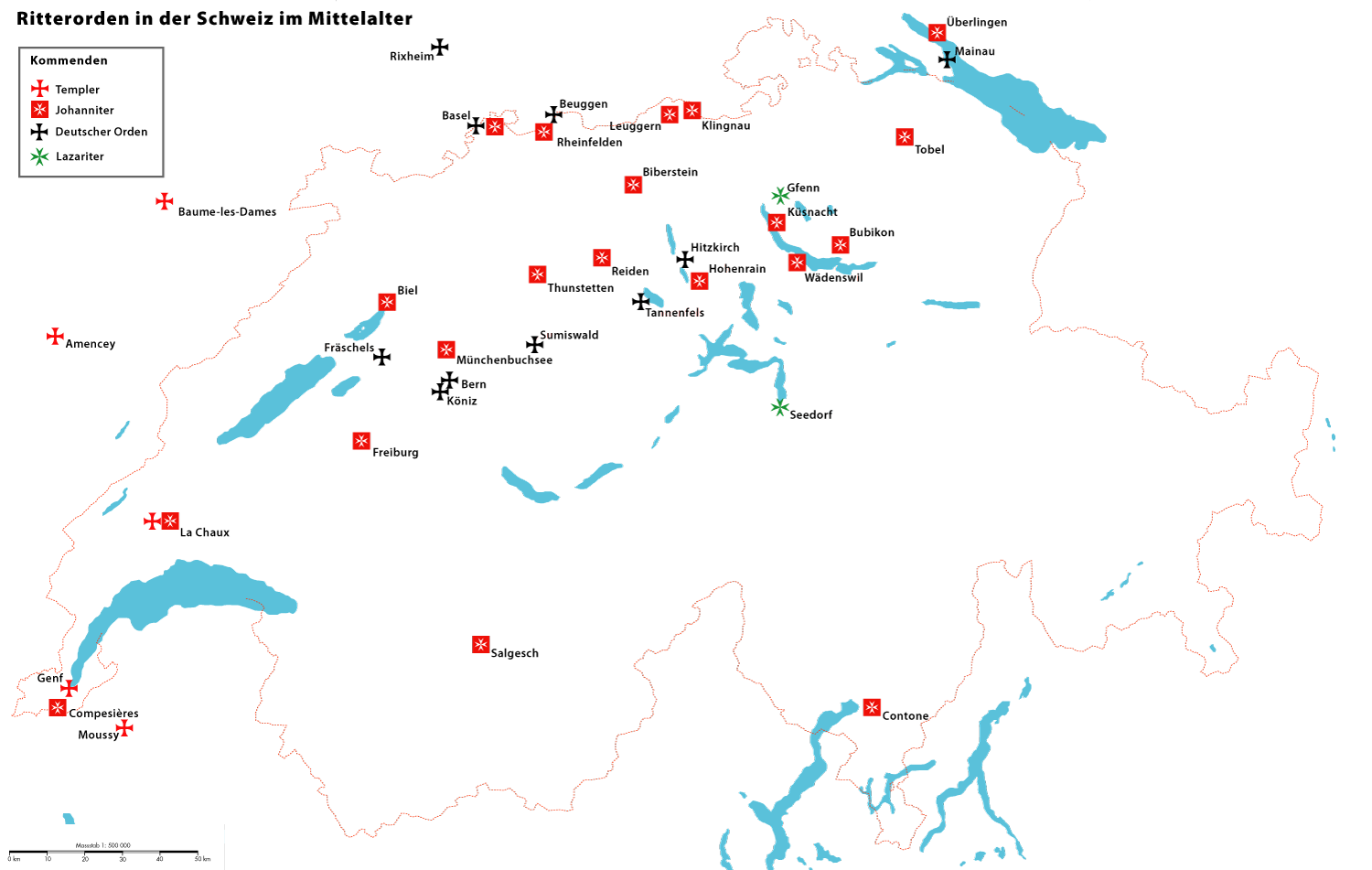
Karte der Niederlassungen des Johanniterordens in der Schweiz

Erste Kontakte der Johanniter zu Küsnacht bestanden bereits 1276. Damals kaufte der Orden von der Frau des Zürcher Bürgermeisters Johannes Bilgeri in Küsnacht zwei Jucharten Rebland und bis 1305 hatten sie die Niedere Mühle beim Küsnachter Horn zu Lehen. 1321 besassen sie Rebland in Heslibach und Goldbach.
Das den kirchlichen Besitz regelnde Verwaltungsrecht, der Kirchensatz, lag von der ersten Hälfte des 13. bis in die Mitte des 14. Jahrhunderts bei den Freiherren von Tengen aus dem Hegau, denen in Küsnacht auch Höfe und Güter gehörten. Am 6. März 1358 verkauften die Brüder Konrad III., Propst des Kollegialstiftes in Embrach, und sein Bruder Johannes von Tengen in Einverständnis mit ihren Brüdern Rudolf und Friedrich den Hof ze Küssnach, so die Kilch und der kilchensatz in gehört für 1093 Mark Silber an Graf Hugo II. von Werdenberg, den Komtur der Johanniterkommende von Wädenswil und Bubikon. Der Preis entsprach rund 357 Kilogramm Silber und wurde in drei Raten guts silbersin schaffhuser gewicht bezahlt, wofür in Schaffhausen eine Quittung ausgestellt wurde.
1373 übertrug Papst Gregor XI. in Avignon dem Orden auf dessen Bitte hin die Pfarrkirche zu Küsnacht. Die Kommende wurde damit selbständig, bisher war sie der Komturei der Wädenswiler Johanniter unterstellt. Seine Ordensmitglieder werden 1381 erstmals genannt.

## Bauten

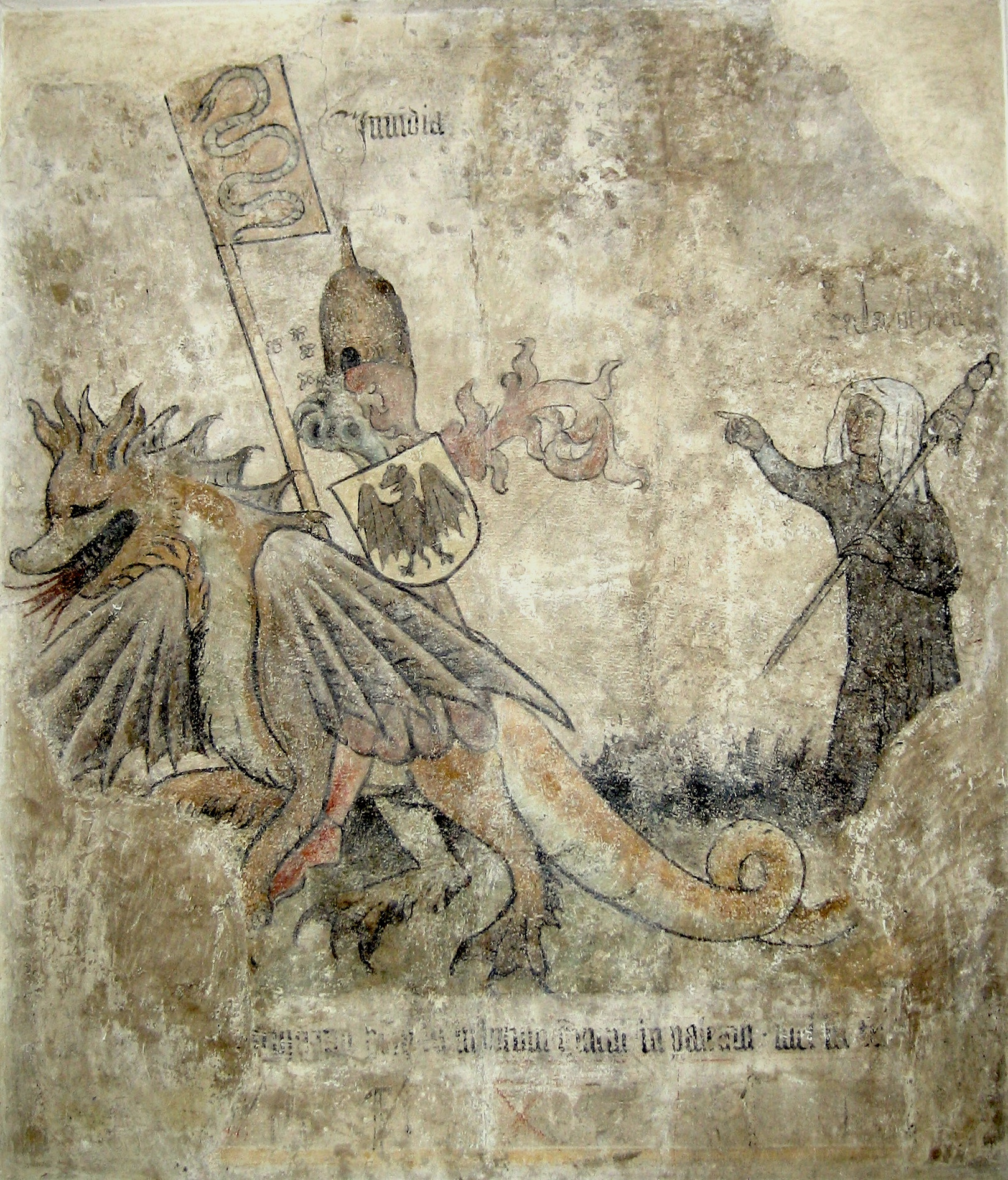
Fresko aus der Kantonsschule Küsnacht ZH, 1. Stock: Kampf der Tugenden gegen das Laster. Der Neid reitet auf einem flammenspeienden Drachen, auf dem Helm ein Bienenkorb, im Schild eine Fledermaus, im Banner eine Schlange

1373 liess Graf Hugo auf eigene Rechnung an die westliche Vorhalle der reformierten Kirche ein Priesterhaus mit angegliedertem Spital erstellen. Es stand mit dem Giebel zum Bach an der Stelle des heutigen Singsaaltraktes der Kantonsschule Küsnacht und war zur Aufnahme von sechs Priestern und sechs Servienten (Ordensmitgliedern nicht-adliger/ritterlicher Abstammung) bestimmt. Das Haus war Teil eines geschlossenen Kirchenbezirks mit Kirche, Vorhalle und Beinhaus. Der bisherige Bau wurde zum Ökonomiegebäude umgebaut.
1411 liess Komtur Johannes Staler das erste Haus durch ein grosses Hauptgebäude erweitern; das heutige Hauptgebäude der Kantonsschule stand parallel zum Bach. Bei den Umbauten für das Lehrerseminar von 1911 wurde im Parterre eine Steintafel entdeckt mit der Inschrift:
anno domini 1358 empta est ecclesia a fratre hugone comes de werdenberg magister alimanie ordinis sancti johannis baptiste.
anno domini 1411 constructa est hec domus cum muro completa a fratre …
Im Neubau waren neben Gemächern für Komtur, Geistliche und Angestellte auch ein Refektorium, eine Bibliothek, ein Archiv und eine Küche untergebracht. Belegt ist zudem ein Krüterkemmerli, eine kleine Apotheke. Einzelne Räume waren mit Wandmalereien geschmückt. 1930 wurde im ehemaligen Refektorium ein Wandbild freigelegt mit einer Darstellung der «Invidia», des Neids, das vermutlich Teil einer Darstellung der sieben Hauptsünden war.
Gleichzeitig mit dem Neubau wurde eine 6,3 Meter hohe Umfassungsmauer errichtet, der den bisherigen Kirchweg unterbrach. Die Küsnachter Bürger beschwerten sich beim Rat von Zürich. Der befand, die Mauer könne belassen werden, es müsse aber ein Tor hinein gebrochen werden.

## Komture
Die Küsnachter Komture kamen ursprünglich aus adligen Familien. Später gehörten sie dem geistlichen Stand an und zuletzt waren es Angehörige von angesehenen Bürgerfamilien. Bei adligen Komturen mussten vier Generationen adliger Herkunft sein, Geistliche hatten nachzuweisen, dass sie ehelicher Geburt waren.

### Burkhard Bilgeri
Erster Komtur der neuen Kommende wurde Burkhard Bilgeri, Mitglied einer angesehenen und reichen Zürcher Stadtfamilie. Er wirkte von 1383 bis 1392. Unter Hugo II. von Werdenberg-Sargans war er Mitglied des Wädenswiler Konvents gewesen.

### Rudolf von Landenberg-Werdegg
Nach 1393 hatte Rudolf II. von Landenberg-Werdegg die Leitung über die Kommende. Er ist benannt nach der Burg Werdegg bei Hittnau. Er starb vor dem Februar 1400 und wurde in der Kirche bestattet. Die 1886 entdeckte Grabplatte kam ins Landesmuseum. Rudolf von Landenberg hinterliess beträchtliche Schulden, die der deutsche Grossprior Hesso Schlegelholz mit den Verwandten des Verstorbenen regeln musste.

### Johannes Schultheiss von Gebwiler
Komtur Johannes Schultheiss stammte aus dem Elsass. 1396 schloss er mit der Stadt Zürich, die die Vogtei Küsnacht 1384 erworben hatte, ein ewiges Burgrecht ab. Der Komtur und die Brüder wurden zu Bürgern der Stadt und mussten sich verpflichten, der Stadt jederzeit zu helfen.

### Johannes Staler

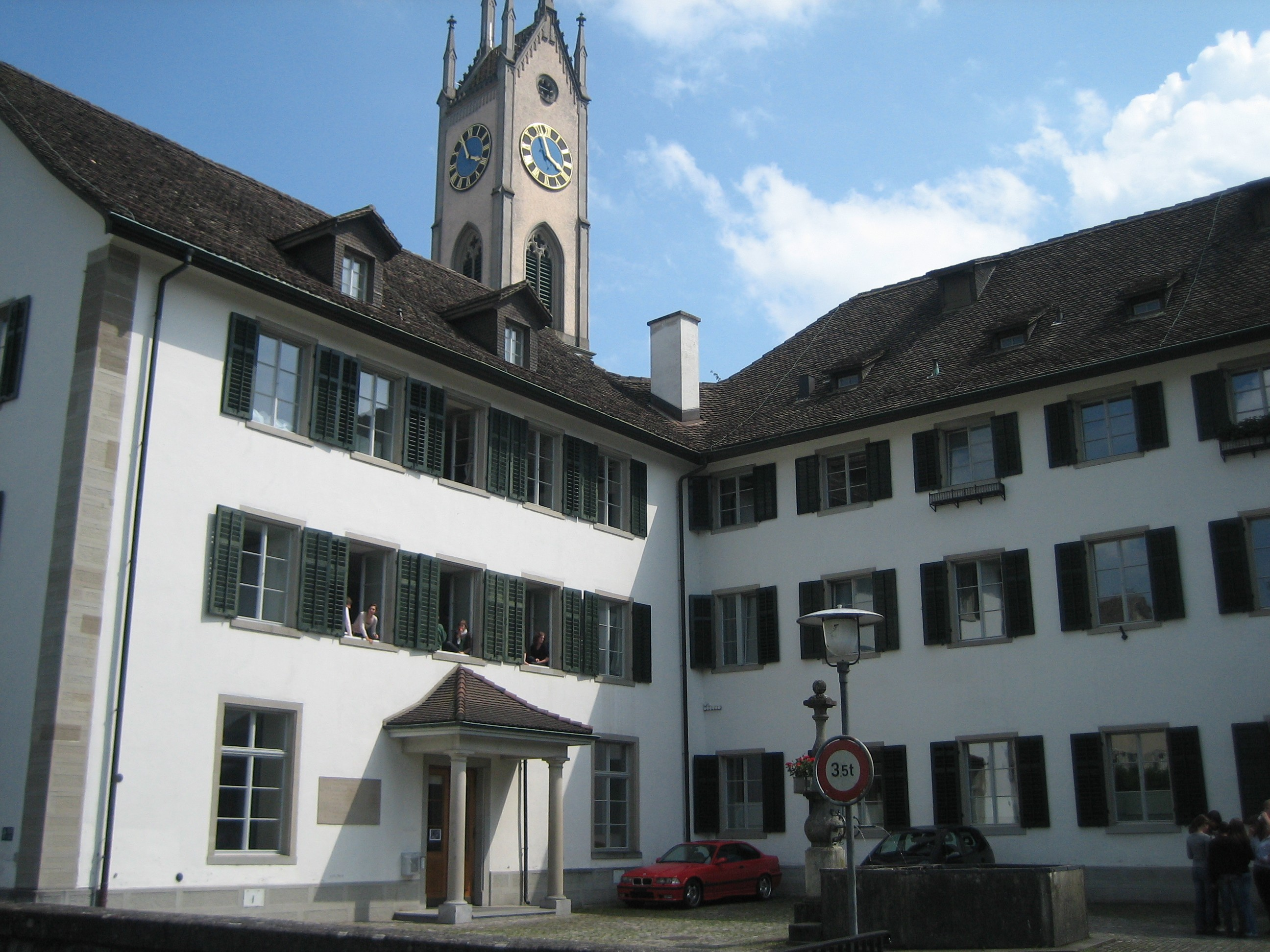
Singsaalflügel (links) und Hauptgebäude rechts der KSK

Nach offenbar nicht eben guten Erfahrungen mit den letzten zwei Komturen kam das Haus unter auswärtige Verwaltung, bis 1407 Komtur Johannes Staler von Waldshut die Führung übernahm. Unter ihm erlebte die Kommende Küsnacht von Blütezeit.
1411 erbaute er das grosse Hauptgebäude und 1415 liess er im Küsnachter Friedhof eine Kapelle bauen. Am 14. März 1409 erwarb Staler von Abt Heinrich Pfau von Kappel für 200 Pfund am Ufer des Zürichsees die grosse Zehntentrotte und liess sie an der Westseite mit einem Freskenband schmücken. Staler hatte die Leitung der Kommende bis 1416 inne. Er starb vor dem 28. November 1423.
Das Küsnachter Jahrzeitbuch schreibt über Staler, er habe dissem huss vil gutz getan. Erbuwen das nüw hus an dem allten und ein capell uff dem killchhoff. Ouch erkoufft die trotten by dem see um bargelt von einem apt zu Cappell.

### Jakob Kiel
Der Zürcher Jakob Kiel ist als Komtur bezeugt von 1421 bis 1438, vermutlich amtete er bis 1449. 1421 bestellte er einen Priester, der in Erlenbach dreimal wöchentlich eine Messe las. 1436 lehnte es der Komtur ab, sich an den Kosten für einen Glockenstuhl an der Kirche zu beteiligen; eine Klage wurde vom Zürcher Rat abgewiesen. Trotzdem wurde 1436 ein Glockenstuhl erstellt und eine erste Glocke aufgezogen. Zum letzten Mal wird Jakob Kiel am 1. Dezember 1438 erwähnt.

### Heinrich Staler
1449 wurde Heinrich Staler auf Lebenszeit zum Komtur von Küsnacht geweiht. Er erweiterte durch zahlreiche Käufe den Besitz der Kommende und liess Bauten renovieren. 1454 erwarb er Reben neben dem Küsnachter Ordenshaus; im gleichen Jahr stiftete er das Johanniterhaus in Bern. Heinrich Staler starb am 30. April 1459.

### Rudolf Keller
Nachfolger von Heinrich Staler wurde 1459 der Zürcher Rudolf Keller. Er war 1430 als Johanniterbruder in Küsnacht eingetreten und auch in Wädenswil und Bubikon aktiv. Komtur Keller war bis 1471 im Amt.

### Werner Marti

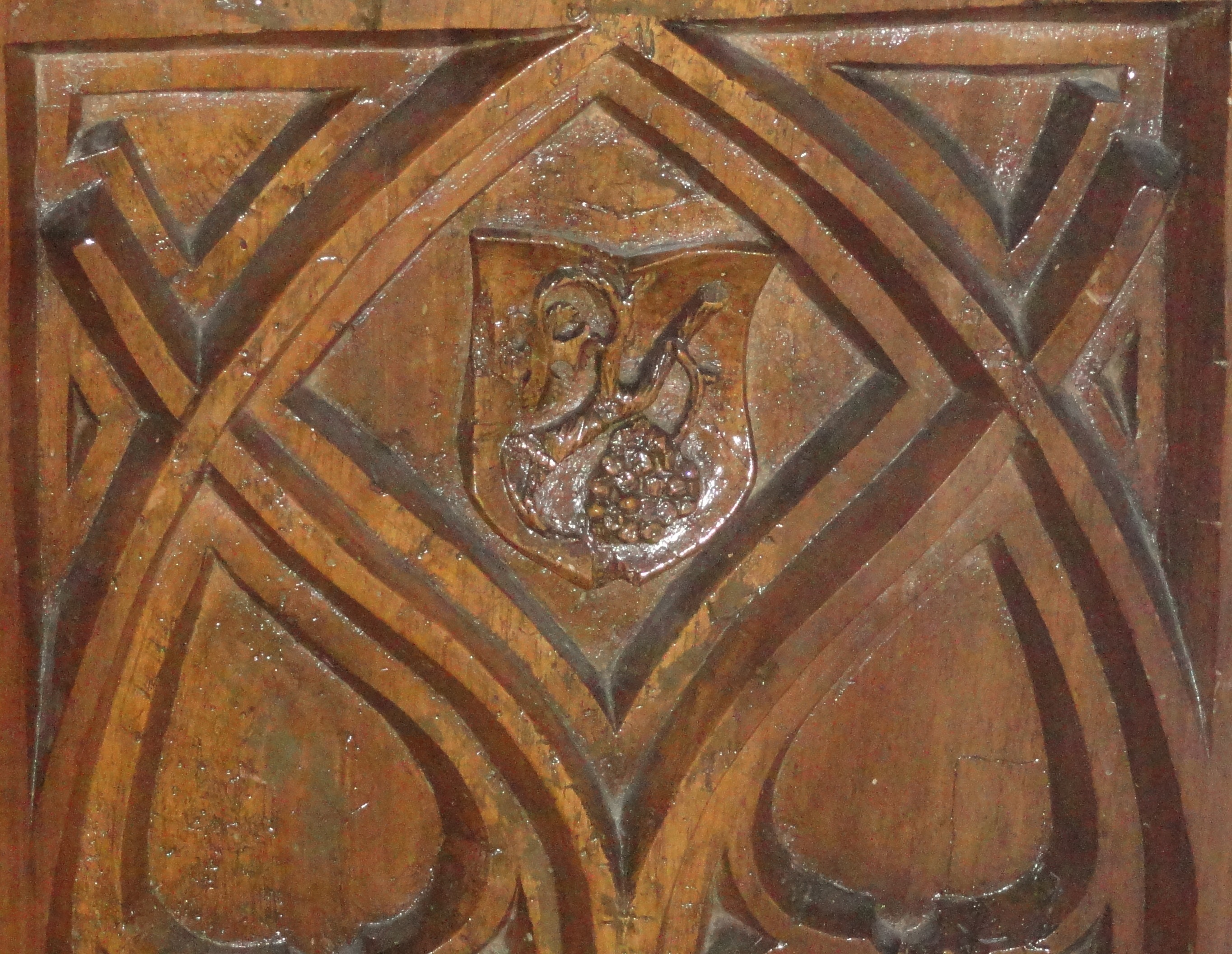
Wappen des Komturs Marti am Chorgestühl

Werner Marti war 1457 in den Johanniterorden eingetreten und ist von 1475 bis 1496 als Komtur nachgewiesen. Unter seiner Leitung wurde der Kirche Küsnacht ein spätgotischer Polygonalchor angebaut. Er gab den Auftrag, den Chor mit Malereien zu schmücken und stiftete das eichene Chorgestühl, an dem sein Wappen angebracht ist; ein Rebenast mit einer Traube. Die Bilder wurden 1923 freigelegt. Werner Marti erwarb Wald und Reben für die Kommende und tilgte hundertjährige Schulden, die noch aus der Zeit des Komturs Rudolf von Landenberg-Werdegg stammten. Im Waldmannshandel von 1489 ernannten ihn die Zürichseebauern zu ihrem Sprecher vor dem Zürcher Rat.
Im Dezember 1496 trat Marti aus gesundheitlichen Gründen zurück, anschliessend arbeitete er noch zwei Jahre lang als Pfarrer in Seengen, wo er am 13. Mai 1498 starb.

### Andres Gubelmann

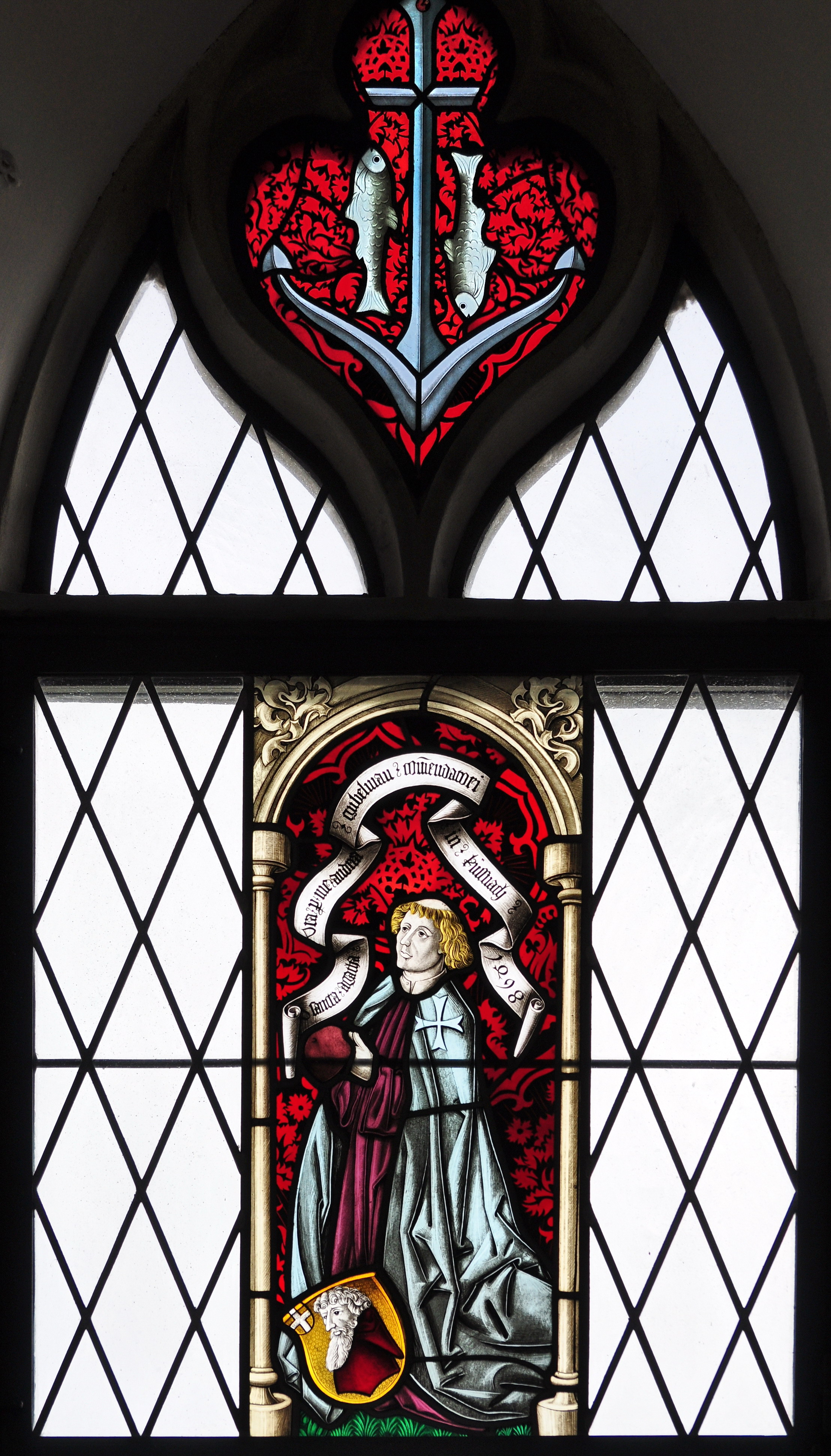
Komtur Andreas Gubelmann, auf einem Fenster aus dem Jahr 1498 in der reformierten Kirche in Bubikon

Gubelmann wurde am 12. Dezember 1496 vom Grossprior Rudolf von Werdenberg zum Komtur von Küsnacht ernannt. 1498 stiftete er der Kirche in Bubikon eine Wappenscheibe aus der Werkstatt des Zürchers Lukas Zeiner. Dargestellt ist Gubelmann als kniender Priester. Gubelmann starb in seinem Amt als Komtur am 2. Februar 1519.

### Konrad Schmid
Der letzte Komtur in Küsnacht war der Küsnachter Konrad Schmid. Schmid wurde 1476 oder Anfang 1477 als Kind einer Küsnachter Bauernfamilie geboren und war in jungen Jahren selbst Insasse des Küsnachter Johanniterhauses. Im Alter von knapp vierzig Jahren studierte er noch Theologie an der Universität Basel, 1515/16 legte er dort Prüfungen ab. 1520 wurde er Vorsteher der Komturei in Küsnacht. 1525 führte er in Küsnacht die Reformation durch; die Wandbilder wurden übertüncht, die liturgischen Geräte verkauft und die Messe durch das Abendmahl ersetzt. 1528 präsidierte Schmid die Glaubensdisputation in Bern; im gleichen Jahr stiftete er den heute noch erhaltenen Taufstein mit seinem Familienwappen.
Schmid fiel am 11. Oktober 1531 an der Seite seines Freundes Zwingli in der Schlacht bei Kappel; C.F. Meyers Gedicht «Der Rappe des Komturs» erinnert daran.

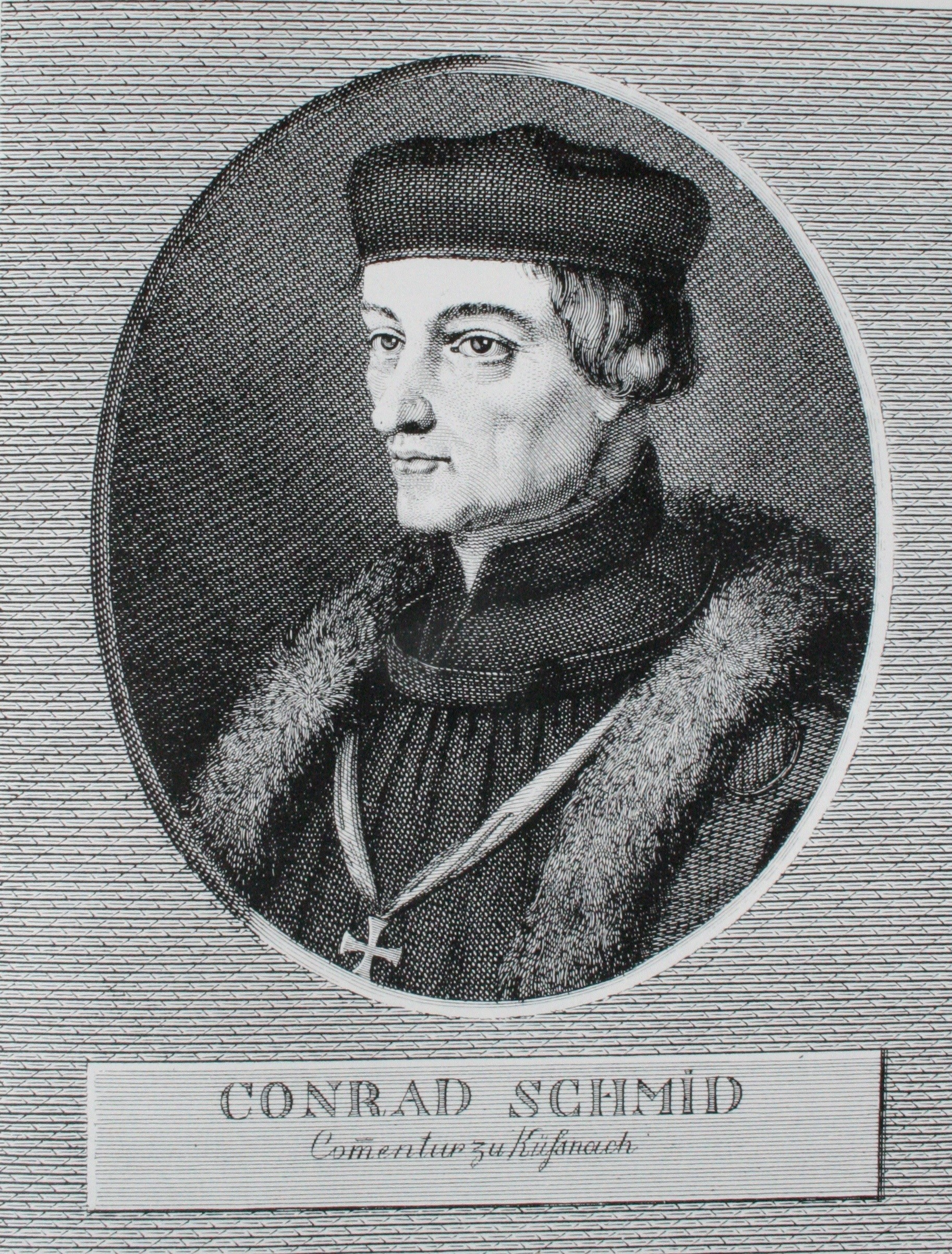
Komtur Konrad Schmid
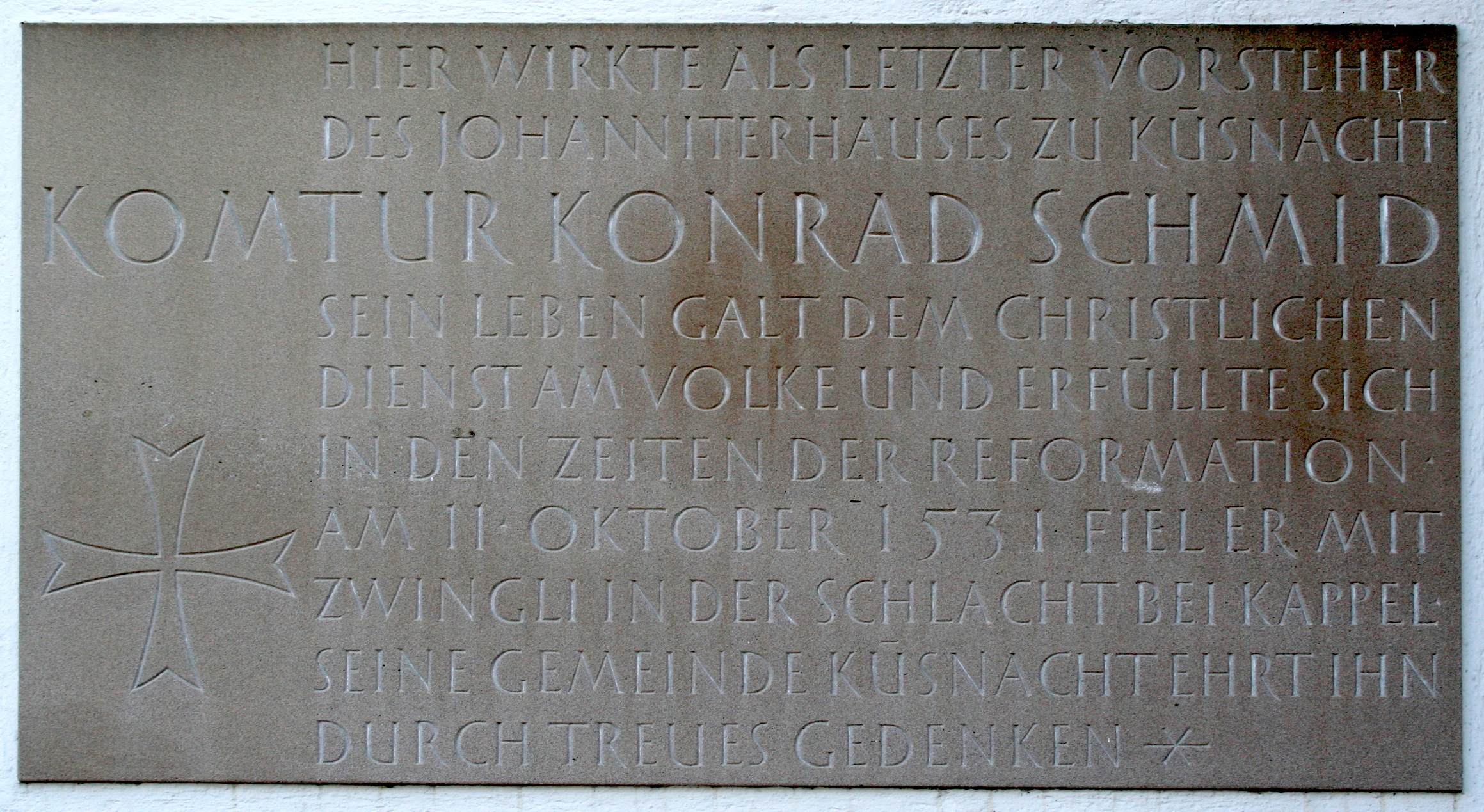
Gedenktafel für den letzten Komtur Konrad Schmid
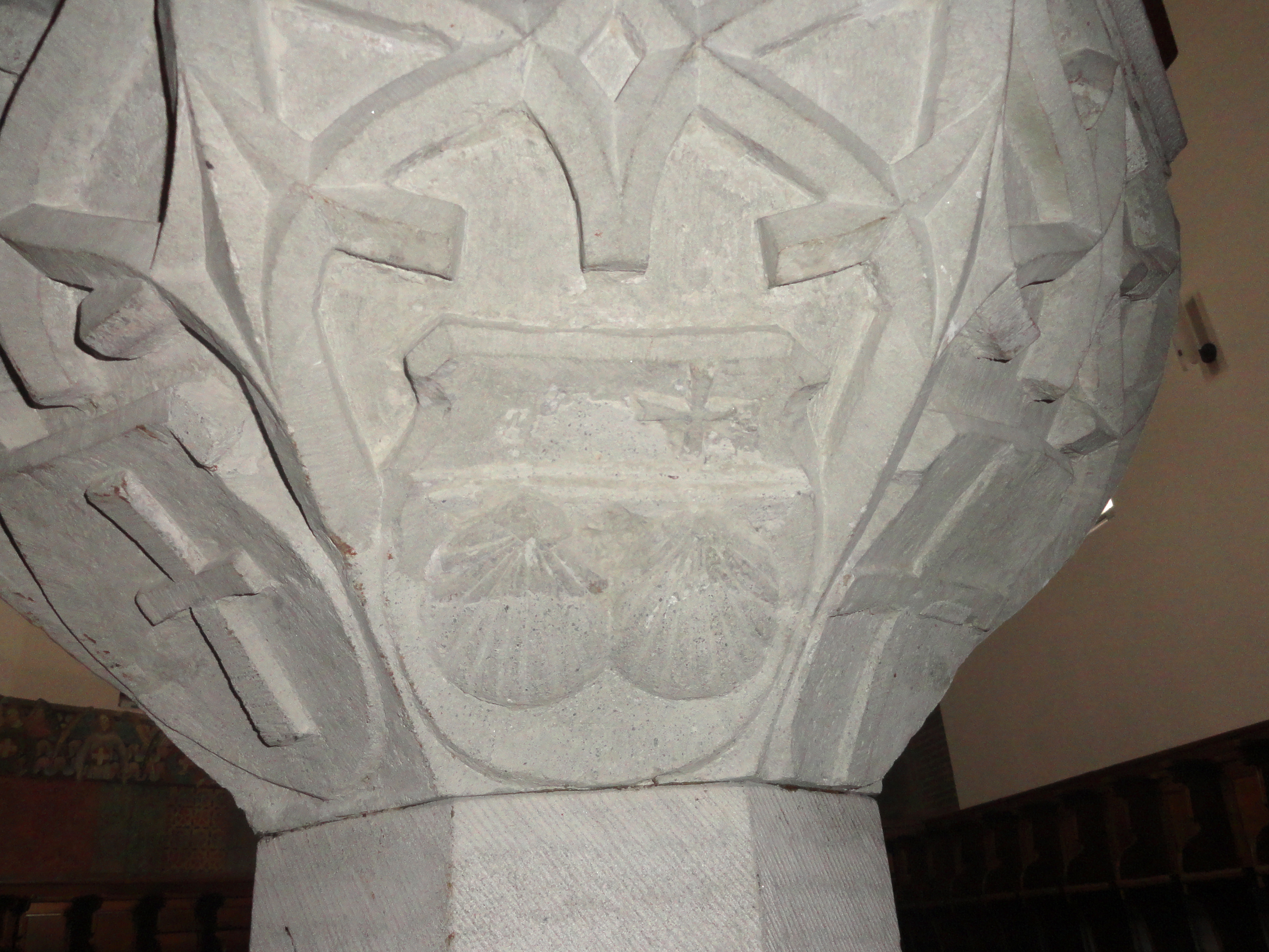
Wappen des Komturs Schmid am Taufstein aus dem Jahr 1528

## Nach der Reformation
Nach der Reformation gingen die Güter der Johanniter-Komturei in den Besitz der Stadt Zürich über, wurden aber weitgehend für die neue Kirchgemeinde Küsnacht verwendet. Rechtlicher Nachfolger der Komturei wurde 1532 das Amt Küsnacht, an dessen Spitze der Amtmann stand. Dieser nahm in einem der alten Konventsgebäude seinen Wohnsitz, weshalb man auch heute noch vom Amtshaus neben der Kirche spricht. Bis 1792 diente das Gebäude als Sitz der Zürcher Amtmänner, bis die Ämter per Gesetz vom 29. März 1833 aufgehoben wurden.

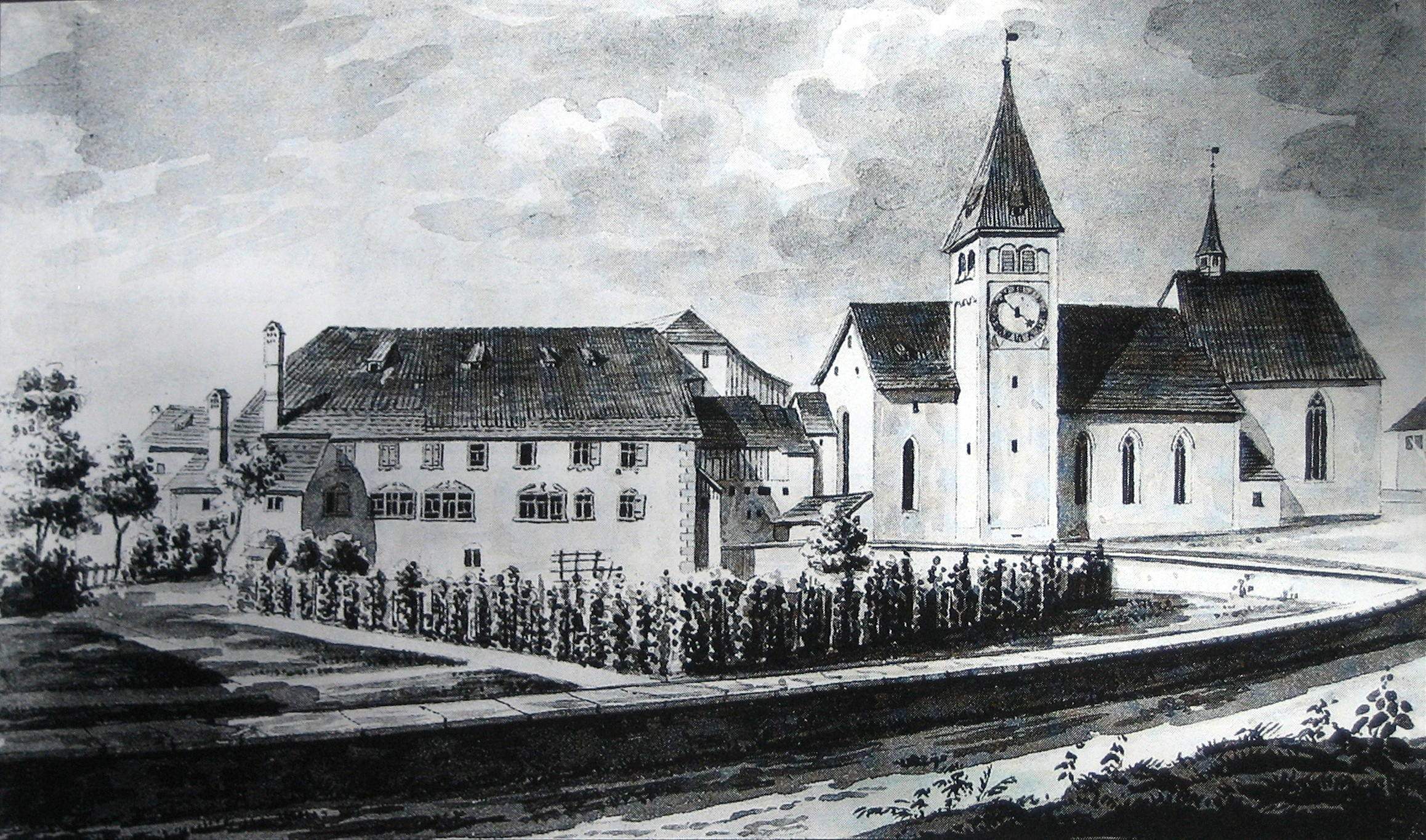
Johanniterhaus und Kirche um 1650, Ansicht von Süden
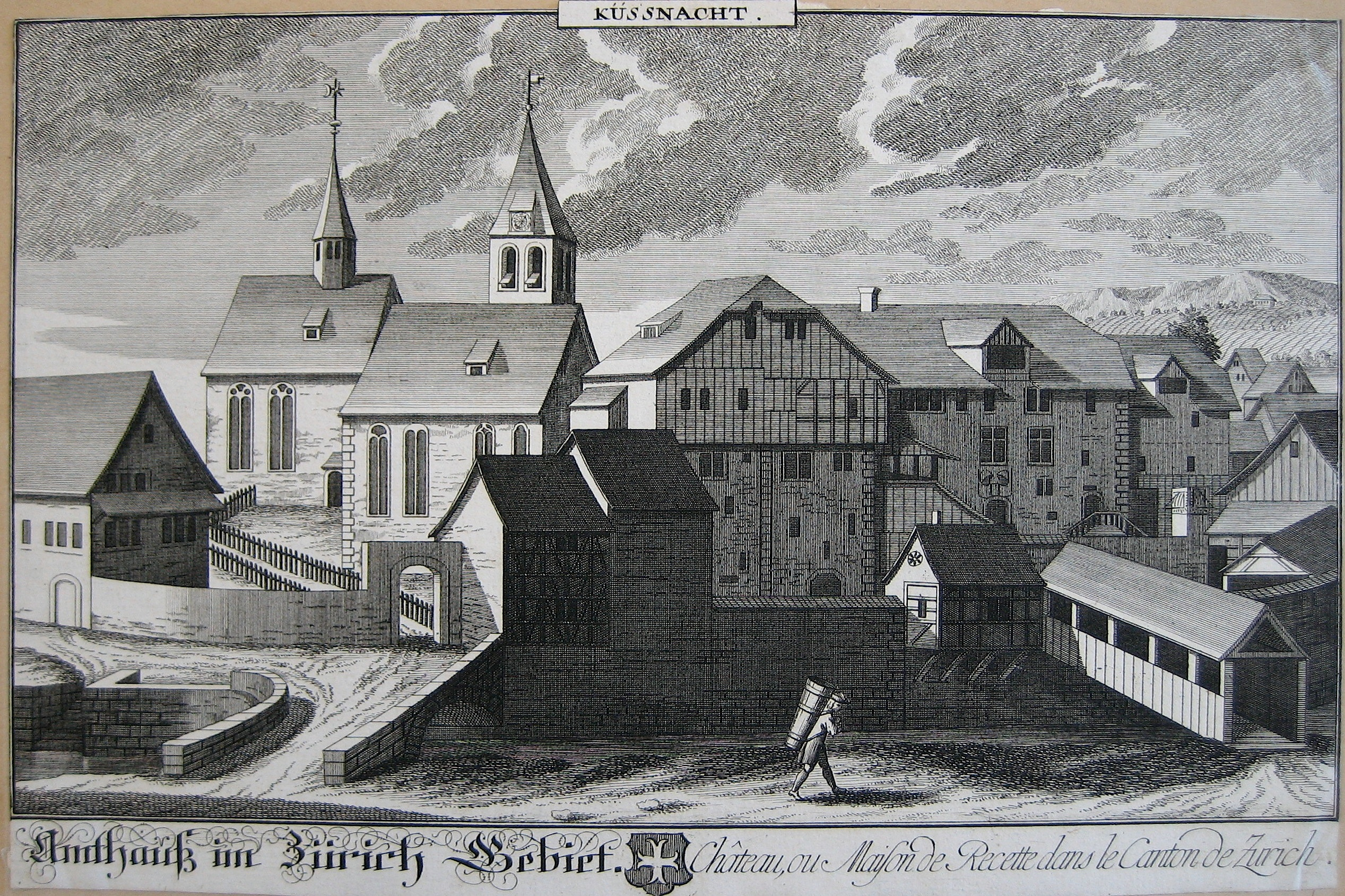
Amtshaus 1742, Stich von David Herrliberger
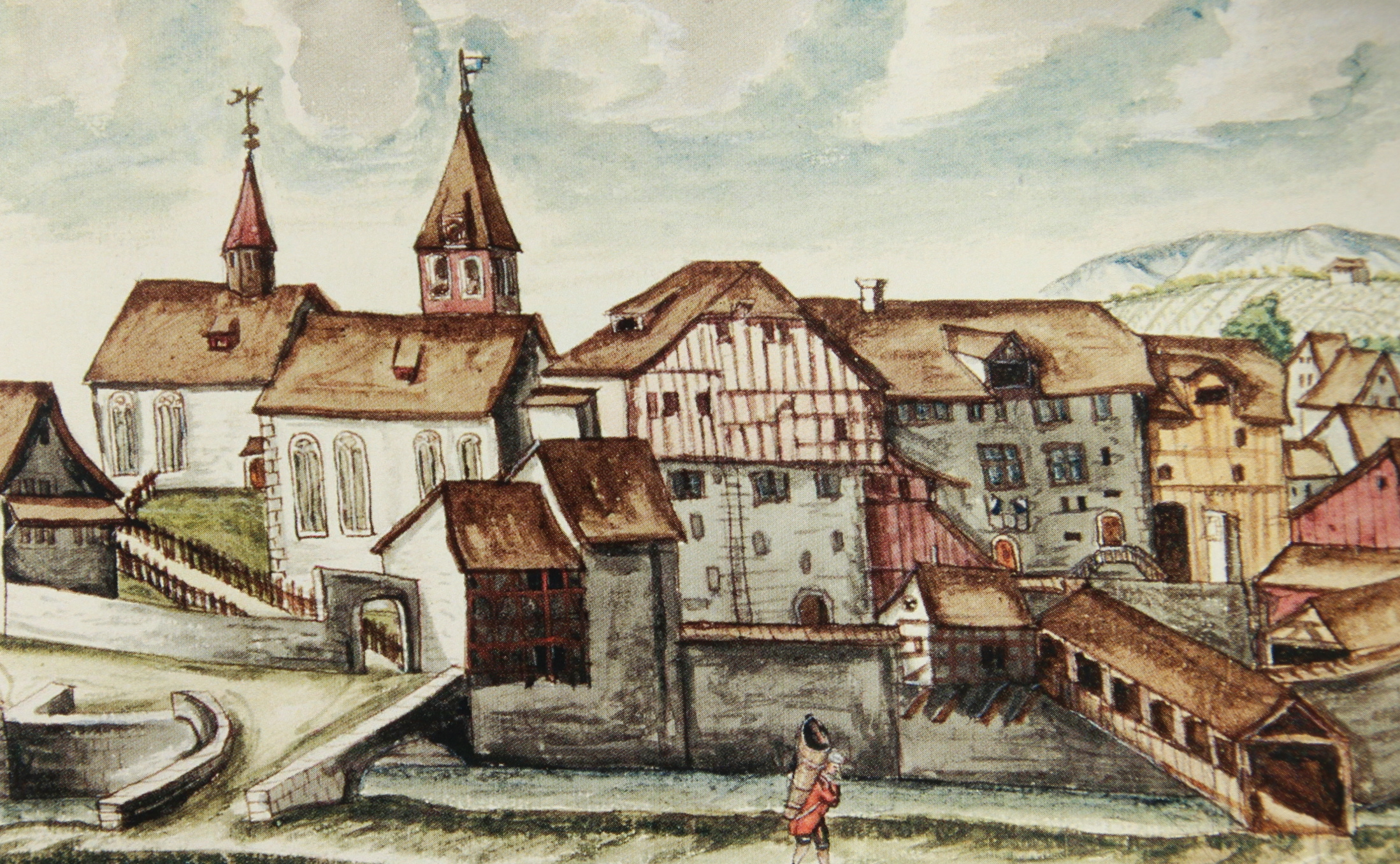
1778, von Norden

## Lehrerseminar

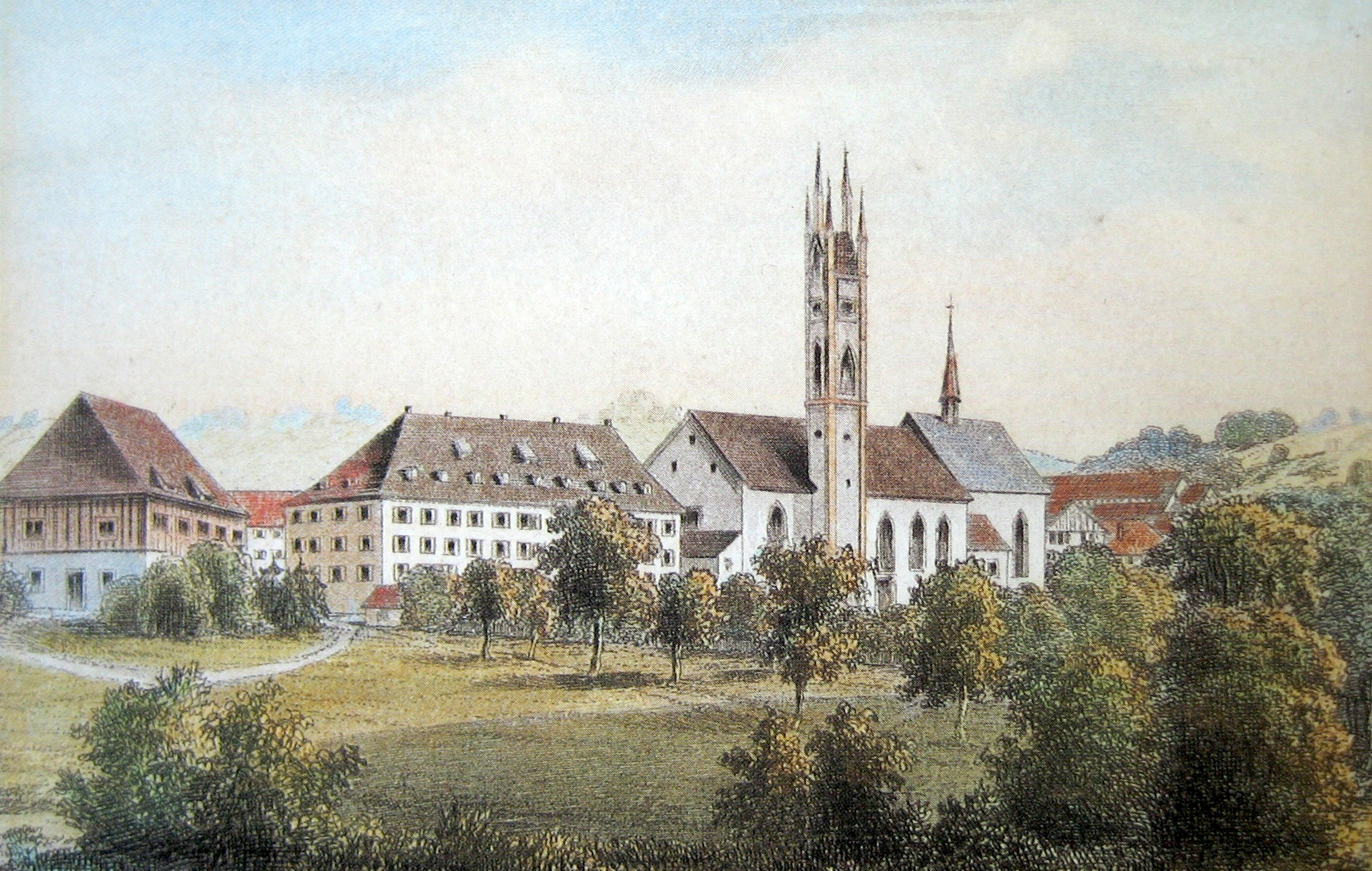
Seminar und Kirche um 1900

Für seinen neuen Zweck als Schulhaus wurde das Gebäude 1832 stark umgebaut. 1988 wurde es restauriert und die gesamte Haustechnik erneuert. Im Haupttrakt der heutigen Kantonsschule Küsnacht liegen jetzt Unterrichtsräume für das Untergymnasium, Fachzimmer für Musik und Informatik, das Lehrerzimmer mit Lehrerarbeitsräumen und die Büros die Schulverwaltung. Im Nebenflügel sind über dem Singsaal die Räumlichkeiten für die Bereiche Chemie, Physik und Instrumentalunterricht untergebracht.
Im April 2018 wurden bei Sanierungsarbeiten unter dem Singsaal sieben Gräber aus dem 9. bis 11. Jahrhundert gefunden. Durch eine Notgrabung der Kantonsarchäologie wurde die Fundstelle dokumentiert. Die Skelette sollten in das Anthropologische Institut der Universität Zürich überführt werden.